# Pseudorhynchus
Pseudorhynchus es un género de saltamontes longicornios de la subfamilia Conocephalinae. Se distribuye en África, Asia y Oceanía.

## Especies
Las siguientes especies pertenecen al género Pseudorhynchus:
- Pseudorhynchus robustus Ragge, 1969 [temporary name]
- Pseudorhynchus acuminatus Redtenbacher, 1891
- Pseudorhynchus antennalis (Stål, 1877)
- Pseudorhynchus calamus Rehn, 1909
- Pseudorhynchus concisus (Walker, 1869)
- Pseudorhynchus cornutus (Redtenbacher, 1891)
- Pseudorhynchus crassiceps (Haan, 1843)
- Pseudorhynchus crosskeyi Ragge, 1969
- Pseudorhynchus flavescens (Serville, 1831)
- Pseudorhynchus flavolineatus Redtenbacher, 1891
- Pseudorhynchus froggatti Kirby, 1906
- Pseudorhynchus gigas Redtenbacher, 1891
- Pseudorhynchus hastifer (Schaum, 1853)
- Pseudorhynchus inermis (Karny, 1907)
- Pseudorhynchus japonicus Shiraki, 1930
- Pseudorhynchus lanceolatus (Fabricius, 1775)
- Pseudorhynchus lessonii Serville, 1838
- Pseudorhynchus mimeticus (Redtenbacher, 1891)
- Pseudorhynchus minor Redtenbacher, 1891
- Pseudorhynchus nobilis (Walker, 1869)
- Pseudorhynchus porrigens (Walker, 1869)
- Pseudorhynchus pungens (Schaum, 1853)
- Pseudorhynchus pyrgocorypha (Karny, 1920)
- Pseudorhynchus raggei Bailey, 1980
- Pseudorhynchus robustus Willemse, 1953
- Pseudorhynchus selonis Bailey, 1980